# Bernard II de Saxe
Pour les articles homonymes, voir Bernard II.
Bernard II, né vers 995 et mort le 29 juin 1059, est un prince de la maison Billung, fils du duc Bernard Ier de Saxe et petit-fils de Hermann Billung. Il fut duc de Saxe de 1011 jusqu'à sa mort.

## Biographie
Il est un fils cadet de Bernard Ier (mort en 1011), duc de Saxe depuis 973, et de son épouse Hildegarde (morte en 1011). Son frère aîné Hermann meurt encore jeune ; sa sœur Othélandis (morte en 1044) épousa le comte Thierry III de Frise occidentale.
Dans les négociations après l'élection controversée du duc Henri II de Bavière en tant que roi des Romains en 1002, il a joué un rôle essentiel parce que la Sainte Lance, à ce temps le principal élément des regalia du Saint-Empire, est sous sa garde. Ce n'est qu'après que le nouveau roi promit de reconnaître le droit traditionnel saxon qu'il transfère la relique lors d'une réunion à Mersebourg. 
Duc de Saxe à partir de 1011, il a gardé une attitude ambivalente envers Henri : il s'est peu employé à soutenir le roi et empereur dans la guerre germano-polonaise avec le duc Boleslas Ier ; en 1018, il aide à conclure la paix de Bautzen. En 1024, il reconnaît l'élection de Conrad II le Salique.
En 1030, il fit capturer Gottschalk, prince slave des Abodrites ; plus tard, les deux se sont alliés pour stabiliser la région à l'est du duché de Saxe. Les dernières années de son règne ont été marquées par le conflit avec l' archevêque ambitieux Adalbert de Brême.

## Mariage et descendance
Bernard II de Saxe épouse en 1020 Eilika, fille de Henri de Schweinfurt. Quatre enfants sont issus de cette union :
- Ordulf de Saxe, duc de Saxe ;
- Gertrude de Saxe (morte en 1113), épouse en 1050 le comte Florent Ier de Hollande (mort en 1061), veuve elle épouse en 1063 le comte Robert Ier de Flandre ;
- Hermann de Saxe (mort en 1086) ;
- Ida de Saxe (1035-1102), elle épouse en 1055 Frédéric de Basse-Lotharingie. Veuve en 1065, elle épouse la même année Albert III de Namur (postérité).

Bernard II de Saxe appartient à la dynastie des Billung.